# Karin Bernholm
Karin Bernholm, född Berggren 6 december 1932 i Linghed, död 3 november 2015 var en svensk konstnär.
Vid 18 års ålder började Bernholm på Beckmans designhögskola i Stockholm där hon studerade åren 1950–1954. Efter studierna gifte hon sig med livskamraten Tore Bernholm. De ﬂyttade till Dalarna och sedan till Jämtland. Kontakterna från studietiden nyttjade hon under sin period med småbarn till att göra mönster till barnkläder för veckopressen. 1987 flyttade hennes verksamhet in i byggnaden på Kvarnsved på Frösön där den huserade fram till millennieskiftet.
Bernholm vidareutbildade sig konstnärligt med en textilutbildning på Capellagården på Öland 1971, utbildning på Brage konstskola i Umeå 1979 och som muraltekniker på konsthögskolan 1984.
Första stora beställningen var en gobeläng för Stora Enso i Falun, den vävdes under nio månader i Borlänge. Därefter följde flera offentliga utsmyckningar i området kring Östersund och Sundsvall. Bernholm har formgivit mattor för Nordiska kompaniet och från 1996 för tillverkaren Axeco.
Karin Bernholm tilldelades 2004 Östersunds kulturpris för "hennes mångsidighet och stora framgångar i det konstnärliga skapandet tillsammans med hennes goda initiativ och viljestyrka".

## Offentliga uppdrag och beställningar i urval
- AMU-center, Ulriksfors, Strömsund, 1982.
- Radio och tv-huset i Sundsvall, 1984.[7]
- Textil vägg för Tensta gymnasium, Stockholm, 1985.
- Takmålning i Torvalla bibliotek, Östersund, 1988.[8]
- Skulptur "Solur" på Torvalla torg, Östersund, 1988.[9]
- Textil för vägg, Heliga ljusets kyrka, Östersund.
- Textil vägg för Mimergården, Östersund, 1988.
- Textil till Stockholms läns landstingshus, 1989.
- Bårtäcke i Revsunds kyrka, 1996.
- Väggutsmyckning Torsta lantbruksskola, Ås, 1986.
- Gångmatta och kormattor, Revsunds kyrka, Gällö, 1991.
- Kormatta 'Varde ljus' samt gångmatta, Kristine kyrka, Falun, 1991.
- Bårtäcke Revsunds kyrka, Gällö, 1996.
- Mässhake Bodsjö kyrka (Gåva från Revsunds församling), Gällö, 1996.

## Utställningar i urval
- Galleri Norrland, 1979.
- Jämtlands läns museum salong, Östersund, 1984.
- Ahlbergshallen, Östersund, 1986.
- Galleri Renard, Stockholm, 1985.
- Ahlbergshallen, Östersund, 1988.
- Nordiska Kompaniet, Stockholm, 1988.
- Textilier Lits kyrka, Lit, 1989.
- Jämtlands läns museum salong, Östersund, 1990.
- Ahlbergshallen, Östersund, 1991.
- Galleri EKG, Borlänge, 1992.
- Galleri Silon, Linköping, 1993.
- Göteborgs konstförening, Göteborg, 1995.
- K-banan (Konst-kommunikation-kultur), Kinnekullebanan, 1994.
- Länsmansgården, Åkersberga, 1996.

## Länkar
Film om Karin Bernholm av Gösta Hörnfeldt, 1981-82.